# WEBDA
WEBDA este o bază de date consacrată roiurilor de stele din Calea Lactee și din Norii lui Magellan. Dezvoltată, la origine, de către Jean-Claude Mermilliod de la Laboratoire d'astrophysique de l'EPFL (Elveția), dezvoltarea și menținerea bazei sunt actualmente  asigurate de către Ernst Paunzen, Christian Stütz și Jan Janik de la departamentul de fizică teoretică și astronomie de la Universitatea Masaryk din Brno (Republica Cehă). 